# Dwór w Leszkowicach
Dwór w Leszkowicach – zabytkowy dwór wybudowany w   XVIII w., w miejscowości Leszkowice – wsi w Polsce, w województwie dolnośląskim, w powiecie głogowskim, w gminie Pęcław.

## Historia
Zabytek jest częścią zespołu dworskiego, w skład którego wchodzą jeszcze: park, aleja lipowa, budynki gospodarcze.